# Wilson Kipsang
Wilson Kipsang Kiprotich (* 15. března 1982, Distrikt Keiyo, Keňa) je keňský vytrvalec. Na LOH 2012 vybojoval bronzovou medaili v maratonském běhu. 29. září 2013 vyhrál Berlínský maraton v čase 2:03:23, který byl světovým maratonským rekordem do 28. září 2014, kdy ho rovněž v Berlíně překonal další Keňan Dennis Kimetto (2:02:57). Kipsang také vyhrál Egmondský půlmaraton 2009, Frankfurtský maraton 2010 a 2011, Londýnský maraton 2012 a 2014 a Newyorský maraton 2014. Na mistrovství světa v půlmaratonu 2009 obsadil čtvrté místo.